# Persone di nome Dmitrij
| Questa pagina contiene informazioni ricavate automaticamente dalle voci biografiche con l'ausilio del template Bio e di un bot. L'aggiornamento è periodico e automatico e ricostruisce completamente la pagina. Se manca una persona in questa lista, sei pregato di non aggiungerla, ma accertati piuttosto che la sua voce biografica contenga il template Bio e che i dati anagrafici siano correttamente compilati. Se il template Bio manca, inseriscilo tu stesso o, in alternativa, metti l'avviso {{tmp\|Bio}} che ne segnala la mancanza. Se i dati riportati sono sbagliati, correggi direttamente la voce biografica; le modifiche saranno visibili in questa lista entro pochi giorni. Per chiarimenti vedi il progetto antroponimi. La lista contiene solo le 290 persone che sono citate nell'enciclopedia e per le quali è stato implementato correttamente il template Bio. Pagina aggiornata al 16 ott 2024. |

Questa è una lista di persone presenti nell'enciclopedia che hanno il prenome Dmitrij, suddivise per attività principale.

## Allenatori di calcio(12)
- Dmitrij Aleničev, allenatore di calcio e ex calciatore russo (Velikie Luki, n. 1972)
- Dmitrij Barannik, allenatore di calcio e ex calciatore russo (Leningrado, n. 1963)
- Dmitrij Belorukov, allenatore di calcio e ex calciatore russo (Leningrado, n. 1983)
- Dmitrij Čeryšev, allenatore di calcio e ex calciatore russo (Gor'kij, n. 1969)
- Dmitrij Chochlov, allenatore di calcio e ex calciatore russo (n. 1975)
- Dmitrij Anatol'evič Davydov, allenatore di calcio e ex calciatore russo (n. 1975)
- Dmitrij Galjamin, allenatore di calcio e ex calciatore russo (Mosca, n. 1963)
- Dmitrij Kiričenko, allenatore di calcio e ex calciatore russo (Novoaleksandrovsk, n. 1977)
- Dmitrij Kombarov, allenatore di calcio e ex calciatore russo (Mosca, n. 1987)
- Dmitrij Kuznecov, allenatore di calcio e ex calciatore sovietico (Mosca, n. 1965)
- Dmitrij Los'kov, allenatore di calcio e ex calciatore russo (Kurgan, n. 1974)
- Dmitrij Šukov, allenatore di calcio e ex calciatore russo (Kujbyšev, n. 1975)

## Allenatori di calcio a 5(1)
- Dmitrij Čugunov, allenatore di calcio a 5, ex giocatore di calcio a 5 e ex calciatore russo (Mosca, n. 1968)

## Allenatori di hockey su ghiaccio(1)
- Dmitrij Cygurov, allenatore di hockey su ghiaccio e ex hockeista su ghiaccio russo (Čeljabinsk, n. 1967)

## Allenatori di pallanuoto(1)
- Dmitrij Stratan, allenatore di pallanuoto e ex pallanuotista ucraino (Leopoli, n. 1975)

## Ammiragli(2)
- Dmitrij Gustanovič von Fölkersam, ammiraglio russo (Nīca, n. 1846 - Tsushima, † 1905)
- Dmitrij Nikolaevič Senjavin, ammiraglio russo (Borovsk, n. 1763 - San Pietroburgo, † 1831)

## Architetti(2)
- Dmitrij Nikolaevič Čečulin, architetto, urbanista e scrittore sovietico (Šostka, n. 1901 - Mosca, † 1981)
- Dmitrij Vasil'evič Uchtomskij, architetto russo (Semjonovskoje, n. 1719 - Oblast' di Tula, † 1774)

## Arrampicatori(1)
- Dmitrij Šarafutdinov, arrampicatore russo (Korkino, n. 1986)

## Astisti(1)
- Dmitrij Markov, ex astista australiano (Vicebsk, n. 1975)

## Astrofisici(1)
- Dmitrij Ivanovič Dubjago, astrofisico e astronomo russo (regione di Smolensk, n. 1849 - Kazan', † 1918)

## Astronomi(1)
- Dmitrij Nikolaevič Čestonov, astronomo russo

## Atleti paralimpici(1)
- Dmitrij Safronov, atleta paralimpico russo (Dzeržinsk, n. 1995)

## Attori(2)
- Dmitrij Charat'jan, attore russo (Olmaliq, n. 1960)
- Dmitrij L'vovič Zolotuchin, attore e regista russo (Mosca, n. 1958)

## Baritoni(1)
- Dmitrij Chvorostovskij, baritono russo (Krasnojarsk, n. 1962 - Londra, † 2017)

## Biatleti(4)
- Dmitrij Jarošenko, ex biatleta russo (Makarov, n. 1976)
- Dmitrij Malyško, biatleta russo (Leningrado, n. 1987)
- Dmitrij Pantov, biatleta kazako (Pavlodar, n. 1969)
- Dmitrij Vasil'ev, ex biatleta e sciatore di pattuglia militare sovietico (Leningrado, n. 1962)

## Bibliotecari(1)
- Dmitrij Petrovič Buturlin, bibliotecario russo (n. 1763 - Firenze, † 1829)

## Bobbisti(3)
- Dmitrij Abramovič, bobbista russo (Krasnojarsk, n. 1982)
- Dmitrij Stëpuškin, bobbista russo (Voronež, n. 1975 - Mosca, † 2022)
- Dmitrij Trunenkov, bobbista russo (Taseevo, n. 1984)

## Botanici(1)
- Dmitrij Iosifovič Ivanovskij, botanico e biologo russo (Gdov, n. 1864 - Rostov sul Don, † 1920)

## Calciatori(47)
- Dmitrij Abakumov, calciatore russo (Voronež, n. 1989)
- Dmitrij Vadimovič Alekseev, ex calciatore russo (Leningrado, n. 1973)
- Dmitrij Ananko, ex calciatore russo (Novočerkassk, n. 1973)
- Dmitrij Arapov, calciatore russo (Kušva, n. 1993)
- Dmitrij Barinov, calciatore russo (Ogudnevo, n. 1996)
- Dmitrij Barkov, calciatore russo (San Pietroburgo, n. 1992)
- Dmitrij Baškevič, ex calciatore uzbeko (Tashkent, n. 1968)
- Dmitrij Bogaev, ex calciatore russo (Achtubinsk, n. 1994)
- Dmitrij Borodin, ex calciatore russo (Leningrado, n. 1977)
- Dmitrij Bulykin, ex calciatore russo (Mosca, n. 1979)
- Dmitrij Bystrov, calciatore e allenatore di calcio sovietico (Mosca, n. 1967 - Mosca, † 2005)
- Dmitrij Charin, ex calciatore sovietico (Mosca, n. 1968)
- Dmitrij Chlestov, ex calciatore sovietico (Mosca, n. 1971)
- Dmitrij Chomič, ex calciatore russo (Vladikavkaz, n. 1984)
- Dmitrij Efremov, calciatore russo (Ul'janovsk, n. 1995)
- Dmitrij Guz', calciatore russo (Krasnyj Sulin, n. 1988)
- Dmitrij Jašin, calciatore russo (Pochvistnevo, n. 1993)
- Dmitrij Jatčenko, ex calciatore russo (Mosca, n. 1986)
- Dmitrij Kabutov, calciatore russo (Sokur, n. 1992)
- Dmitrij Kajumov, ex calciatore russo (Reutov, n. 1992)
- Dmitrij Lagunov, calciatore russo (n. 1888 - † 1942)
- Dmitrij Maljaka, ex calciatore russo (Omsk, n. 1990)
- Dmitrij Markitesov, calciatore russo (Mosca, n. 2001)
- Dmitrij Matrin, calciatore russo (Mosca, n. 1891 - † 1958)
- Dmitrij Poljanin, ex calciatore russo (Perm', n. 1980)
- Dmitrij Poloz, calciatore russo (Stavropol', n. 1991)
- Dmitrij Popov, ex calciatore sovietico (Mosca, n. 1967)
- Dmitrij Prokopenko, ex calciatore russo (Mosca, n. 1972)
- Dmitrij Radčenko, ex calciatore sovietico (Leningrado, n. 1970)
- Dmitrij Rybčinskij, calciatore russo (Mosca, n. 1998)
- Dmitrij Ryžov, ex calciatore russo (Togliatti, n. 1989)
- Dmitrij Sasin, calciatore russo (Kemerovo, n. 1996)
- Dmitrij Sennikov, ex calciatore russo (Leningrado, n. 1976)
- Dmitrij Skopincev, calciatore russo (Voronež, n. 1997)
- Dmitrij Stockij, calciatore russo (Kaliningrad, n. 1989)
- Dmitrij Syčëv, ex calciatore russo (Omsk, n. 1983)
- Dmitrij Sysuev, calciatore russo (Saransk, n. 1988)
- Dmitrij Tarasov, ex calciatore russo (Mosca, n. 1987)
- Dmitrij Tichij, calciatore russo (Vladivostok, n. 1992)
- Dmitrij Torbinskij, ex calciatore russo (Noril'sk, n. 1984)
- Dmitrij Cypčenko, calciatore russo (Voronež, n. 1999)
- Dmitrij Vasil'ev, calciatore russo (San Pietroburgo, n. 2004)
- Dmitrij Vladimirovič Vasil'ev, ex calciatore russo (Leningrado, n. 1977)
- Dmitrij Vjaz'mikin, ex calciatore russo (Vladimir, n. 1972)
- Dmitrij Vorob'ëv, calciatore russo (n. 1997)
- Dmitrij Čistjakov, calciatore russo (Pikalëvo, n. 1994)
- Dmitrij Živogljadov, calciatore russo (Dubna, n. 1994)

## Canoisti(1)
- Dmitrij Larionov, canoista russo (Nižnij Tagil, n. 1985)

## Cantanti(2)
- Mitja Fomin, cantante, danzatore e produttore discografico russo (Novosibirsk, n. 1974)
- Sasha Son, cantante lituano (Vilnius, n. 1983)

## Cartografi(1)
- Dmitrij Leont'evič Ovcyn, cartografo e esploratore russo (n. 1708 - † 1757)

## Cestisti(9)
- Dmitrij Chvostov, cestista russo (Ivanovo, n. 1989)
- Dmitrij Domani, ex cestista russo (Mosca, n. 1974)
- Dmitrij Gavrilov, cestista kazako (Alma-Ata, n. 1986)
- Dmitrij Koršakov, cestista russo (Mosca, n. 1991)
- Dmitrij Kulagin, cestista russo (Mosca, n. 1992)
- Dmitrij Šakulin, ex cestista e allenatore di pallacanestro russo (Kirov, n. 1968)
- Dmitrij Sokolov, ex cestista russo (Stavropol', n. 1985)
- Dmitrij Sucharev, ex cestista russo (Čkalovsk, n. 1960)
- Dmitrij Uzinskij, cestista russo (Blagoveščensk, n. 1993)

## Ciclisti su strada(5)
- Dmitrij Gruzdev, ciclista su strada kazako (Astana, n. 1986)
- Dmitrij Kozončuk, ex ciclista su strada russo (Voronež, n. 1984)
- Dmitrij Murav'ëv, ex ciclista su strada kazako (Kazakhstanskaya, n. 1979)
- Dmitrij Strachov, ex ciclista su strada russo (Vyborg, n. 1995)
- Dmitrij Ždanov, ex ciclista su strada e pistard russo (Leningrado, n. 1969)

## Combinatisti nordici(1)
- Dmitrij Sinicjn, ex combinatista nordico russo (Ekaterinburg, n. 1973)

## Compositori(2)
- Dmitrij Stepanovič Bortnjanskij, compositore russo (Hluchiv, n. 1751 - San Pietroburgo, † 1825)
- Dmitrij Borisovič Kabalevskij, compositore e politico sovietico (San Pietroburgo, n. 1904 - Mosca, † 1987)

## Cosmonauti(2)
- Dmitrij Jur'evič Kondrat'ev, cosmonauta russo (Irkutsk, n. 1969)
- Dmitrij Petelin, cosmonauta russo (Qostanay, n. 1983)

## Danzatori(1)
- Dmitrij Smilevski, ballerino russo (Mosca, n. 2001)

## Danzatori su ghiaccio(1)
- Dmitrij Solov'ëv, danzatore su ghiaccio russo (Mosca, n. 1989)

## Diplomatici(2)
- Dmitrij Gerasimov, diplomatico, filologo e scrittore russo (n. 1465 - † 1535)
- Dmitrij Michajlovič Golicyn, diplomatico e ufficiale russo (Turku, n. 1721 - Vienna, † 1793)

## Direttori d'orchestra(2)
- Dmitrij Kitaenko, direttore d'orchestra russo (Leningrado, n. 1940)
- Dmitrij Liss, direttore d'orchestra russo (Balašov, n. 1960)

## Dirigenti sportivi(2)
- Dmitrij Fofonov, dirigente sportivo, ex ciclista su strada e pistard kazako (Almaty, n. 1976)
- Dmitrij Konyšev, dirigente sportivo e ex ciclista su strada russo (Gor'kij, n. 1966)

## Discoboli(2)
- Dmitrij Kovcun, ex discobolo ucraino (Muchavka, n. 1955)
- Dmitrij Ševčenko, ex discobolo russo (Taganrog, n. 1968)

## Disegnatori(1)
- Dmitrij Moor, disegnatore sovietico (Novočerkassk, n. 1883 - Mosca, † 1946)

## Editori(1)
- Dmitrij Mendreljuk, editore e giornalista russo (Kostroma, n. 1965)

## Esploratori(1)
- Dmitrij Vasil'evič Sterlegov, esploratore russo († 1757)

## Filologi(2)
- Dmitrij Sergeevič Lichačëv, filologo russo (San Pietroburgo, n. 1906 - San Pietroburgo, † 1999)
- Dmitrij Ušakov, filologo e lessicografo russo (Mosca, n. 1873 - Tashkent, † 1942)

## Fisici(2)
- Dmitrij Dmitrievič Ivanenko, fisico russo (Poltava, n. 1904 - Mosca, † 1994)
- Dmitrij Vladimirovič Skobel'cyn, fisico sovietico (San Pietroburgo, n. 1892 - Leningrado, † 1990)

## Fondisti(1)
- Dmitrij Japarov, fondista russo (n. 1986)

## Fotoreporter(1)
- Dmitrij Bal'termanc, fotoreporter sovietico (Varsavia, n. 1912 - Mosca, † 1990)

## Generali(9)
- Dmitrij Bulgakov, generale russo (Verkhneye Gurovo, n. 1954)
- Dmitrij Sergeevič Dochturov, generale russo (Krutoe, n. 1759 - Mosca, † 1816)
- Dmitrij Petrovič Dochturov, generale russo (Krutoe, n. 1838 - Mosca, † 1905)
- Dmitrij Borisovič Golicyn, generale russo (San Pietroburgo, n. 1851 - Büyükada, † 1920)
- Dmitrij Timofeevič Jazov, generale e politico russo (Omsk, n. 1924 - Mosca, † 2020)
- Dmitrij Danilovič Leljušenko, generale sovietico (Novokuznecovka, n. 1901 - Mosca, † 1987)
- Dmitrij Alekseevič Miljutin, generale e politico russo (Mosca, n. 1816 - Simeiz, † 1912)
- Dmitrij Grigor'evič Pavlov, generale sovietico (Kologrivskij rajon, n. 1897 - Mosca, † 1941)
- Dmitrij Savel'evič Šuvaev, generale e politico russo (Ufa, n. 1854 - Lipeck, † 1937)

## Genetisti(1)
- Dmitrij Konstantinovič Beljaev, genetista e zoologo sovietico (Kostroma, n. 1917 - Novosibirsk, † 1985)

## Giavellottisti(1)
- Dmitrij Tarabin, giavellottista moldavo (Berlino, n. 1991)

## Ginnasti(3)
- Dmitrij Bilozerčev, ex ginnasta sovietico (Mosca, n. 1966)
- Dmitrij Lankin, ginnasta russo (Majkop, n. 1997)
- Dmitrij Ušakov, ginnasta russo (Ejsk, n. 1988)

## Giocatori di beach volley(1)
- Dmitrij Barsuk, giocatore di beach volley russo (Armavir, n. 1980)

## Giocatori di calcio a 5(6)
- Dmitrij Gorin, ex giocatore di calcio a 5 russo (Mosca, n. 1972)
- Dmitrij Kozul'kin, giocatore di calcio a 5 kazako (n. 1988)
- Dmitrij Lakamov, ex giocatore di calcio a 5 kazako (n. 1976)
- Dmitrij Lyskov, giocatore di calcio a 5 russo (Glazov, n. 1987)
- Dmitrij Prudnikov, giocatore di calcio a 5 russo (Krasnotur'insk, n. 1988)
- Dmitrij Putilov, giocatore di calcio a 5 russo (Ekaterinburg, n. 1994)

## Giocatori di football americano(1)
- Dmitrij Ni, giocatore di football americano russo (n. 1997)

## Giornalisti(3)
- Dmitrij Jur'evič Cholodov, giornalista russo (Zagorsk, n. 1967 - Mosca, † 1994)
- Dmitrij Kiselëv, giornalista russo (Mosca, n. 1954)
- Dmitrij Muratov, giornalista russo (Kujbyšev, n. 1961)

## Hockeisti su ghiaccio(9)
- Dmitrij Bykov, hockeista su ghiaccio russo (Iževsk, n. 1977)
- Dmitrij Juškevič, ex hockeista su ghiaccio russo (Čerepovec, n. 1971)
- Dmitrij Kalinin, hockeista su ghiaccio russo (Čeljabinsk, n. 1980)
- Dmitrij Kulikov, hockeista su ghiaccio russo (Lipeck, n. 1990)
- Dmitrij Mironov, ex hockeista su ghiaccio sovietico (Mosca, n. 1965)
- Dmitrij Orlov, hockeista su ghiaccio russo (Novokuzneck, n. 1991)
- Dmitrij Ukolov, hockeista su ghiaccio sovietico (Mosca, n. 1929 - Mosca, † 1992)
- Dmitrij Upper, hockeista su ghiaccio kazako (n. 1978)
- Dmitrij Vorob'ëv, hockeista su ghiaccio russo (Togliatti, n. 1985)

## Imprenditori(2)
- Dmitrij Gerasimenko, imprenditore, dirigente sportivo e ex cestista russo (n. 1978)
- Dmitrij Rybolovlev, imprenditore e dirigente sportivo russo (Perm', n. 1966)

## Ingegneri(3)
- Dmitrij Pavlovič Grigorovič, ingegnere aeronautico sovietico (Kiev, n. 1883 - Mosca, † 1938)
- Dmitrij Dmitrievič Maksutov, ingegnere sovietico (Odessa, n. 1896 - Leningrado, † 1964)
- Dmitrij Pavlovskij, ingegnere e programmatore russo

## Linguisti(1)
- Dmitrij Nikolaevič Ovsjaniko-Kulikovskij, linguista e critico letterario russo (Kachovka, n. 1853 - Mosca, † 1921)

## Lunghisti(1)
- Dmitrij Bagrjanov, lunghista russo (Mosca, n. 1967 - † 2015)

## Magistrati(1)
- Dmitrij Dedov, magistrato russo (Novohrad-Volyns'kyj, n. 1967)

## Maratoneti(1)
- Dmitrij Safronov, maratoneta russo (n. 1981)

## Matematici(2)
- Dmitrij Fëdorovič Egorov, matematico russo (Mosca, n. 1869 - Kazan', † 1931)
- Dmitrij Ivanovič Žuravskij, matematico e ingegnere russo (Oblast' di Kursk, n. 1821 - San Pietroburgo, † 1891)

## Militari(9)
- Dmitrij Nikolaevič Medvedev, militare sovietico (Brjansk, n. 1898 - Mosca, † 1954)
- Dmitrij Michajlovič Požarskij, militare russo (n. 1577 - Mosca, † 1642)
- Dmitrij Nikolaevič Šeremetev, ufficiale russo (San Pietroburgo, n. 1803 - Kuskovo, † 1871)
- Dmitrij Pavlovič Tatiščev, militare, ambasciatore e politico russo (n. 1767 - Vienna, † 1845)
- Dmitrij Jur'evič Trubeckoj, ufficiale russo (n. 1724 - † 1792)
- Dmitrij Utkin, militare e imprenditore russo (Asbest, n. 1970 - Kuženkino, † 2023)
- Dmitrij Petrovič Žloba, militare sovietico (Kiev, n. 1887 - † 1938)
- Dmitrij Aleksandrovič Zubov, ufficiale russo (n. 1764 - † 1836)
- Dmitrij Sergeevič Šeremetev, ufficiale russo (Puškin, n. 1869 - Roma, † 1943)

## Multiplisti(1)
- Dmitrij Karpov, ex multiplista kazako (Karaganda, n. 1981)

## Musicologi(1)
- Dmitrij Arakišvili, musicologo georgiano (Vladikavkaz, n. 1873 - Tbilisi, † 1953)

## Navigatori(1)
- Dmitrij Jakovlevič Laptev, navigatore e esploratore russo (n. 1701 - † 1771)

## Nobili(3)
- Dmitrij L'vovič Naryškin, nobile russo (n. 1764 - † 1838)
- Dmitrij Pavlovič Romanov, nobile russo (Mosca, n. 1891 - Davos, † 1942)
- Dmitrij Konstantinovič Romanov, nobile russo (Strel'na, n. 1860 - Pietrogrado, † 1919)

## Nuotatori(5)
- Dmitrij Balandin, ex nuotatore kazako (Alma Ata, n. 1995)
- Dmitrij Kokarev, nuotatore russo (n. 1991)
- Dmitrij Komornikov, nuotatore russo (n. 1981)
- Dmitrij Lepikov, ex nuotatore russo (Leningrado, n. 1972)
- Dmitrij Volkov, ex nuotatore sovietico (Mosca, n. 1966)

## Pallanuotisti(3)
- Dmitrij Apanasenko, pallanuotista russo (Usol'e-Sibirskoe, n. 1967)
- Dmitrij Dugin, ex pallanuotista russo (Mosca, n. 1968)
- Dmitrij Gorškov, pallanuotista russo (Mosca, n. 1969)

## Pallavolisti(5)
- Dmitrij Fomin, ex pallavolista, allenatore di pallavolo e dirigente sportivo sovietico (Sebastopoli, n. 1968)
- Dmitrij Il'inych, pallavolista russo (Adler, n. 1987)
- Dmitrij Musėrskij, pallavolista ucraino (Makiïvka, n. 1988)
- Dmitrij Volkov, pallavolista russo (Novokujbyševsk, n. 1995)
- Dmitrij Ščerbinin, pallavolista russo (Mosca, n. 1989)

## Pattinatori artistici su ghiaccio(2)
- Dmitrij Aliev, pattinatore artistico su ghiaccio russo (Uchta, n. 1999)
- Dmitrij Kozlovskij, pattinatore artistico su ghiaccio russo (San Pietroburgo, n. 1999)

## Pattinatori di velocità su ghiaccio(1)
- Dmitrij Dorofeev, ex pattinatore di velocità su ghiaccio russo (Kolomna, n. 1976)

## Pentatleti(2)
- Dmitrij Galkin, pentatleta russo (n. 1979)
- Dmitrij Telegin, pentatleta russo (n. 1983)

## Pittori(4)
- Dmitrij Grigor'evič Levickij, pittore russo (Kiev, n. 1735 - San Pietroburgo, † 1822)
- Dmitrij Ivanovič Maevskij, pittore russo (Pietrogrado, n. 1917 - San Pietroburgo, † 1992)
- Dmitrij Aleksandrovič Trofimov, pittore e restauratore russo (Mosca, n. 1972)
- Dmitrij Vrubel', pittore russo (Mosca, n. 1960 - Berlino, † 2022)

## Poeti(1)
- Dmitrij Vladimirovič Venevitinov, poeta e scrittore russo (Mosca, n. 1805 - San Pietroburgo, † 1827)

## Politici(18)
- Dmitrij Vasil'evič Daškov, politico russo (Mosca, n. 1789 - San Pietroburgo, † 1839)
- Dmitrij Demuškin, politico russo (Mosca, n. 1979)
- Dmitrij Michajlovič Golicyn, politico russo (Mosca, n. 1665 - Šlissel'burg, † 1737)
- Dmitrij Jur'evič Grigorenko, politico russo (Nižnevartovsk, n. 1978)
- Dmitrij Nikolaevič Kozak, politico russo (Bandurovo, n. 1958)
- Dmitrij Manuil'skij, politico sovietico (Kremenec', n. 1883 - Kiev, † 1959)
- Dmitrij Medvedev, politico russo (Leningrado, n. 1965)
- Dmitrij Vorona, politico e avvocato russo (Doneck, n. 1980)
- Dmitrij Aleksandrovič Obolenskij, politico e scrittore russo (n. 1822 - San Pietroburgo, † 1881)
- Dmitrij Peskov, politico e diplomatico russo (Mosca, n. 1967)
- Dmitrij Stepanovič Poljanskij, politico e diplomatico sovietico (Slavjanoserbsk, n. 1917 - Mosca, † 2001)
- Dmitrij Rogozin, politico e manager russo (Mosca, n. 1963)
- Dmitrij Trofimovič Šepilov, politico sovietico (Aşgabat, n. 1905 - Mosca, † 1995)
- Dmitrij Sergeevič Sipjagin, politico russo (Kiev, n. 1853 - San Pietroburgo, † 1902)
- Dmitrij Trapeznikov, politico russo (Krasnodar, n. 1981)
- Dmitrij Fëdorovič Trepov, politico e generale russo (n. 1855 - † 1906)
- Dmitrij Fëdorovič Ustinov, politico e generale sovietico (Samara, n. 1908 - Mosca, † 1984)
- Dmitrij Ivanovič Šachovskoj, politico russo (Carskoe Selo, n. 1861 - Mosca, † 1939)

## Principi(3)
- Demetrio di Russia, principe russo (Mosca, n. 1350 - Mosca, † 1389)
- Dmitrij I Aleksandrovič, principe russo (n. 1250 - Oblast' di Mosca, † 1294)
- Dmitrij Vladimirovič Golicyn, principe e generale russo (n. 1771 - Parigi, † 1844)

## Pugili(2)
- Dmitrij Bivol, pugile russo (Tokmok, n. 1990)
- Dmitrij Pirog, ex pugile russo (Temrjuk, n. 1980)

## Registi(9)
- Dmitrij Astrachan, regista, produttore cinematografico e attore sovietico (Leningrado, n. 1957)
- Dmitrij Buchoveckij, regista cinematografico, sceneggiatore e attore russo (Russia, n. 1895 - Los Angeles, † 1932)
- Dmitrij D'jačenko, regista russo (Voronež, n. 1972)
- Dmitrij Dolinin, regista sovietico (Leningrado, n. 1938)
- Dmitrij Kiselëv, regista russo (Mosca, n. 1978)
- Dmitrij Meschiev, regista sovietico (Leningrado, n. 1963)
- Dmitrij Polovockij, regista sovietico (Mosca)
- Dmitrij Svetozarov, regista sovietico (Leningrado, n. 1951)
- Dmitrij Ivanovič Vasil'ev, regista cinematografico sovietico (Ejsk, n. 1900 - Mosca, † 1984)

## Registi teatrali(1)
- Dmitrij Černjakov, regista teatrale e direttore teatrale russo (Mosca, n. 1970)

## Rivoluzionari(4)
- Dmitrij Grigor'evič Bogrov, rivoluzionario russo (Kiev, n. 1887 - Kiev, † 1911)
- Dmitrij Vladimirovič Karakozov, rivoluzionario russo (Kostroma, n. 1840 - San Pietroburgo, † 1866)
- Dmitrij Aleksandrovič Klemenc, rivoluzionario, etnografo e archeologo russo (Gorjainovka, n. 1848 - Mosca, † 1914)
- Dmitrij Andreevič Lizogub, rivoluzionario russo (Sednev, n. 1849 - Odessa, † 1879)

## Saggisti(1)
- Dmitrij Ivanovič Pisarev, saggista e giornalista russo (Znamenskoe, n. 1840 - Golfo di Riga, † 1868)

## Saltatori con gli sci(2)
- Dmitrij Ipatov, ex saltatore con gli sci russo (Magadan, n. 1984)
- Dmitrij Vasil'ev, saltatore con gli sci russo (Ufa, n. 1979)

## Scacchisti(5)
- Dmitrij Andrejkin, scacchista russo (Rjazan', n. 1990)
- Dmitrij Gurevič, scacchista statunitense (Mosca, n. 1956)
- Dmitrij Olegovič Jakovenko, scacchista russo (Nižnevartovsk, n. 1983)
- Dmitrij Kokarev, scacchista russo (Penza, n. 1982)
- Dmitrij Kollars, scacchista tedesco (Brema, n. 1999)

## Schermidori(8)
- Dmitrij Ajbušev, schermidore russo (n. 1976)
- Dmitrij Aleksanin, schermidore kazako (Almaty, n. 1991)
- Dmitrij Danilenko, schermidore russo (n. 1995)
- Dmitrij Ljulin, ex schermidore sovietico (n. 1934)
- Dmitrij Petrov, schermidore russo (n. 1985)
- Dmitrij Rigin, schermidore russo (Krasnojarsk, n. 1985)
- Dmitrij Ševčenko, ex schermidore russo (Mosca, n. 1967)
- Dmitrij Žerebčenko, schermidore russo (Kurčatov, n. 1989)

## Scrittori(7)
- Dmitrij Bykov, scrittore e giornalista russo (n. 1967)
- Dmitrij Andreevič Furmanov, scrittore russo (Sereda, n. 1891 - Mosca, † 1926)
- Dmitrij Gluchovskij, scrittore e giornalista russo (n. 1979)
- Dmitrij Vasil'evič Grigorovič, scrittore russo (Ul'janovsk, n. 1822 - San Pietroburgo, † 1900)
- Dmitrij Mamin-Sibirjak, scrittore russo (Visimo-Sajtanskij, n. 1852 - San Pietroburgo, † 1912)
- Dmitrij Sergeevič Merežkovskij, scrittore russo (San Pietroburgo, n. 1865 - Parigi, † 1941)
- Dmitrij Petrovič Svjatopolk-Mirskij, scrittore, saggista e critico letterario russo (Governatorato di Char'kov, n. 1890 - Oblast' di Magadan, † 1939)

## Slittinisti(1)
- Dmitrij Alekseev, ex slittinista sovietico (Mosca, n. 1966)

## Snowboarder(2)
- Dmitrij Karlagačev, snowboarder russo (n. 1998)
- Dmitrij Loginov, snowboarder russo (Divnogorsk, n. 2000)

## Sollevatori(4)
- Dmitrij Berestov, ex sollevatore russo (Mosca, n. 1980)
- Dmitrij Ivanov, sollevatore sovietico (Oblast' di Orël, n. 1928 - † 1993)
- Dmitrij Klokov, ex sollevatore russo (Balašicha, n. 1983)
- Dito Šanidze, sollevatore sovietico (Tskhaltubo, n. 1937 - Tbilisi, † 2010)

## Tennisti(2)
- Dmitrij Poljakov, ex tennista ucraino (Kiev, n. 1968)
- Dmitrij Popko, tennista russo (San Pietroburgo, n. 1996)

## Traduttori(1)
- Dmitrij Jur'evič Pučkov, traduttore, scrittore e sceneggiatore russo (Kropyvnyc'kyj, n. 1961)

## Triatleti(1)
- Dmitrij Poljanskij, triatleta russo (Železnogorsk, n. 1986)

## Tuffatori(3)
- Dmitrij Bajbakov, ex tuffatore russo
- Dmitrij Dobroskok, tuffatore russo (Buzuluk, n. 1984)
- Dmitrij Sautin, ex tuffatore e politico russo (Voronež, n. 1974)

## Violinisti(1)
- Dmitrij Julianovič Sitkoveckij, violinista e direttore d'orchestra sovietico (Baku, n. 1954)

## Senza attività specificata(7)
- Dmitrij Konstantinovič,  russo (Suzdal', n. 1323 - Nižnij Novgorod, † 1383)
- Dmitrij Ivanovič di Russia,  russo (n. 1552 - † 1553)
- Dmitrij Ivanovič di Russia,  russo (Mosca, n. 1582 - Uglič, † 1591)
- Dmitrij Vladimirovič Belogolovcev, ex ballerino russo (Leopoli, n. 1973)
- Dmitrij Gudanov, ex ballerino russo (Mosca, n. 1975)
- Dmitrij Aleksandrovič Romanov,  russo (n. 1901 - † 1980)
- Dmitrij Svatkovskij, ex pentatleta russo (Mosca, n. 1971)